# Анісімовське сільське поселення
Анісімовське сільське поселення — муніципальне утворення у складі Бокситогорського району Ленінградської області. Адміністративний центр — присілок Анісімово. На території поселення знаходяться 20 населених пунктів — 20 присілків.

## Населення
Чисельність населення — 575 жителів.
Основна частина населення (498 осіб) проживає в присілку Анісімово.
Населені пункти:
| Присілок        | Населення (ос.) | Відстань до центру поселення (км) |
| --------------- | --------------- | --------------------------------- |
| Анісімово       | 498             | Адміністративний центр            |
| Великий Двір    | 23              | 1                                 |
| Бочатіно        | 2               | 8                                 |
| Гагріно         | 0               | 23                                |
| Глядково        | 0               | 3                                 |
| Головкове       | 3               | 19                                |
| Дудинське       | 0               | 23                                |
| Йолзово         | 2               | 4                                 |
| Калінецьке      | 2               | 12                                |
| Климово         | 2               | 3                                 |
| Нєкрасове       | 7               | 13                                |
| Проніне         | 1               | 4                                 |
| Спірове         | 1               | 22                                |
| Струги          | 19              | 13                                |
| Тарасове        | 0               | 7                                 |
| Фалілєєве       | 6               | 5                                 |
| Фомкіно         | 2               | 6                                 |
| Часовня         | 2               | 5                                 |
| Черкасова Гірка | 3               | 4                                 |
| Чурилова Гора   | 2               | 5                                 |